# شموئل صفرا
شموئل صفرا (عبری: שמואל ספרא‎؛ زادهٔ ۱۹۶۲) دانشمند در زمینه علوم رایانه و نظریه پیچیدگی محاسباتی اهل اسرائیل است.
وی همچنین برندهٔ جوایزی همچون جایزه گودل شده‌است.